# Quintettino
Quintettino est un quintette à vent écrit par Arvo Pärt, compositeur estonien associé au mouvement de musique minimaliste.

## Historique
Composée en 1964, la première exécution publique de l'œuvre a lieu la même année à Tallinn par le Quintette à vent de l'Orchestre philharmonique d'Estonie.

## Structure
En trois mouvements :
1. Schnell (Vif) - 1 min 00 s
2. Langsam (Lent) - 2 min 00 s
3. Mäßig (Modéré) - 1 min 30 s

## Discographie
Discographie non exhaustive.
- Sur le disque Lockenhaus Encore!, par le Lockenhaus Ensemble, chez Philips (1992)
- Sur le disque Winter Songs, par le Quintette à vent de l'Orchestre philharmonique de Berlin, chez BIS Records (2003)